# Lando
Lando  è un nome proprio di persona italiano maschile.

## Varianti
- Maschili
  - Alterati: Landino[2], Landuccio[2]
- Femminili: Landa[2]
  - Alterati: Landina

## Origine e diffusione
Continua il nome germanico Lando, basato sull'elemento land ("terra", "patria") e attestato anche nelle forme Lanto, Lantho, Landus, Lant e Lanno. Può costituire, allora come oggi, una forma abbreviata dei nomi che terminano o iniziano tale elemento, come ad esempio Orlando, Gerlando, Rolando, Landolfo e Landeberto.
È usato nell'Italia centro-settentrionale, in particolare in Toscana, dove è concentrato per più dei due terzi e dove era già diffuso nel Medioevo.

## Onomastico
L'onomastico si può festeggiare il 5 maggio in memoria di san Lando o Lanno di Vasanello, martire a Orte.

## Persone

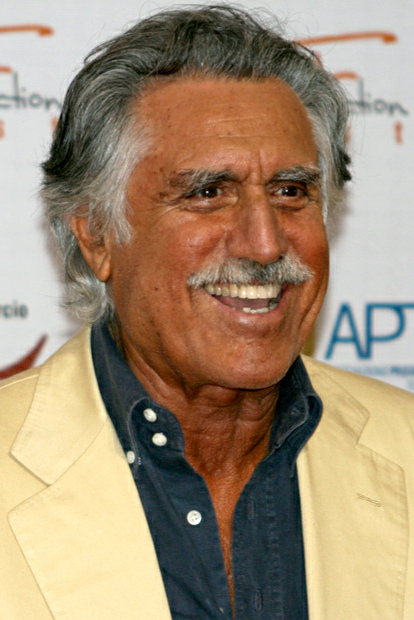
Lando Buzzanca

- Papa Lando, Papa della Chiesa cattolica
- Lando Bartoli, architetto italiano
- Lando Bartolini, tenore italiano
- Lando Buzzanca, attore e cantante italiano
- Lando Conti, politico italiano
- Lando Ferretti, politico, giornalista e dirigente sportivo italiano
- Lando Fiorini, attore e cantante italiano
- Lando Francini, attore teatrale e televisivo italiano
- Lando Landucci, giurista e politico italiano
- Lando Macchi, calciatore italiano
- Lando Ndasingwa, politico ruandese
- Lando Norris, pilota automobilistico britannico

## Personaggi
- Lando è un personaggio protagonista dell'omonima serie di fumetti per adulti degli anni settanta.

- Lando Calrissian è un personaggio della serie cinematografica Guerre stellari.